# Leónidasz (költő)

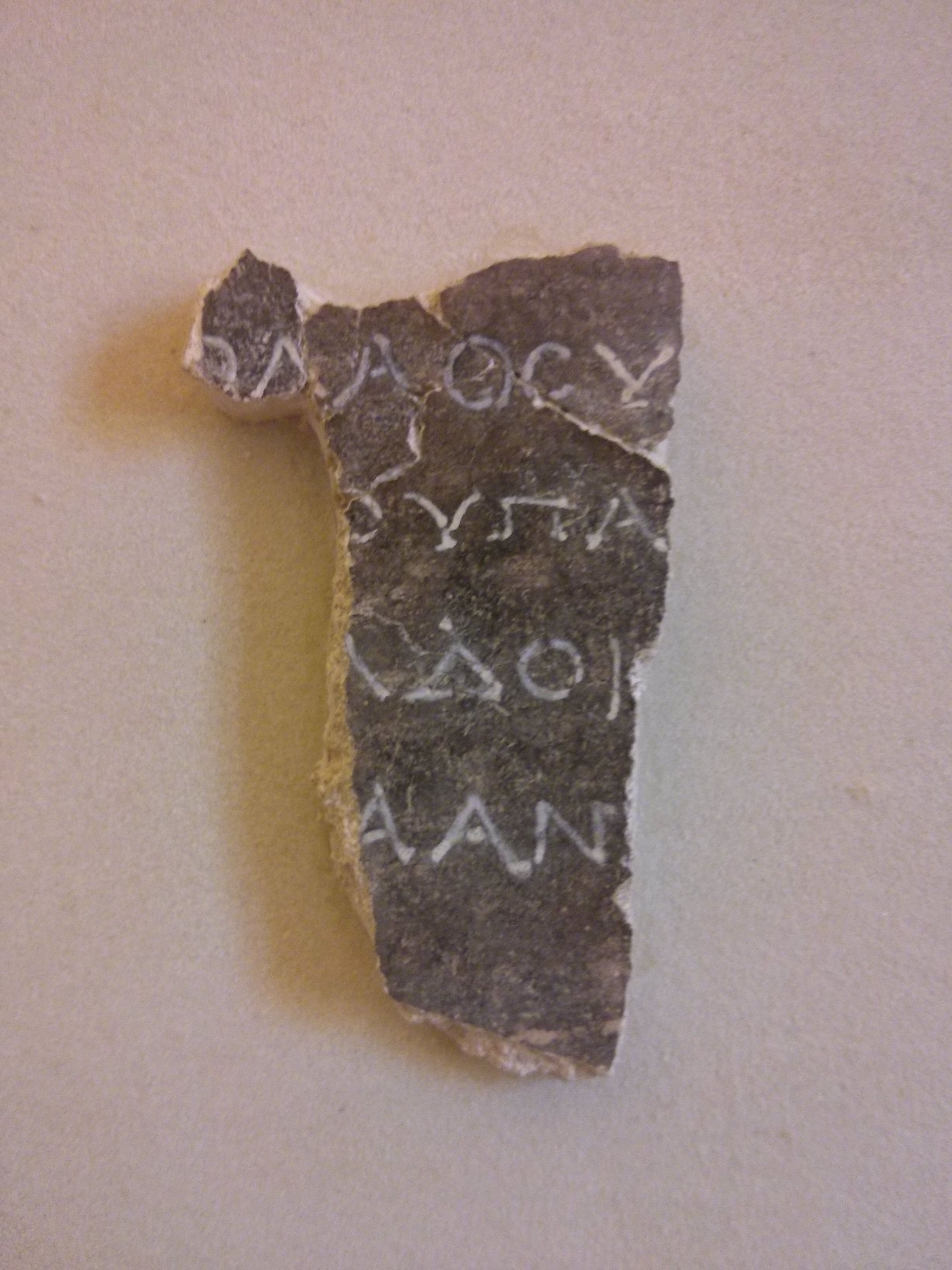
Egy Leonidásznak tulajdonított epigramma töredéke a szarvasvadászatról, egy suasai (ma Castelleone di Suasa, Olaszország) freskóról

Tarentumi Leónidasz (Λεωνίδας ὁ Ταραντῖνος) az i. e. 3. század első felében élt görög költő.
Tarentumban (a mai Taranto), a calabriai partvidéken élt, ami akkor Magna Graecia részét képezte. Több mint száz epigrammája maradt fenn a Görög antológiában, ami a klasszikus kortól a bizánci időkig gyűjtötte össze a legkiválóbbnak tartott görög verseket, főként epigrammákat.
Ifjúkorára esett az az időszak, amikor az itáliai déli partvidéken lévő görög városok először ráébredtek a rómaiak felől fenyegető veszélyre és megpróbáltak védekezni a háborúzó epiruszi királyok ellen. Leónidasz egyik legkorábbi fennmaradt versében egy utazásról ír, mely Neoptolemosz udvarába vitte, ahol védelmet keresett. Nem sokkal a költő érkezése után Neoptolemoszt meggyilkolta háborúra hajlamos unokatestvére, Pürrhosz, aki átvette az uralmat és beleegyezett, hogy szövetségre lép a görögökkel. Leónidasz ezek után hazatért, hogy háborúra szítsa honfitársait.
Bár halála után nagyon híres lett, életében épp csak hogy meg tudott élni költészetéből. Egy versében az egerekhez szól, melyek ételét dézsmálják, és közli velük, hogy neki elég két árpakenyér és egy darab só.

## Külső hivatkozások
- Versei angolul